# Curah Temu
Curah Temu is een bestuurslaag in het regentschap Probolinggo van de provincie Oost-Java, Indonesië. Curah Temu telt 703 inwoners (volkstelling 2010).